# Печёрский, Анатолий Александрович
Анатолий Александрович Печёрский (30 ноября 1941, Саратов — 28 июля 1999, Саратов) — советский футболист, вратарь. Мастер спорта СССР
Воспитанник команды завода «Нефтяник» Саратов. в 1958—1961 годах играл за саратовский «Локомотив» в классе «Б». В 1962 году перешёл в «Локомотив» Москва, сыграл 17 матчей в чемпионате, следующий сезон провёл в дубле. Вернувшись в Саратов, в «Соколе» играл в 1964—1972 годах, полуфиналист Кубка СССР 1966/67. Позже играл в региональных соревнованиях за саратовские «Нефтяник» (1973) и «Торпедо» (1973—1975).
Скончался в 1999 году в возрасте 57 лет.